# اس‌ام یوسی-۷۵
اس‌ام یوسی-۷۵ (به انگلیسی: SM UC-75) یک زیردریایی بود که طول آن ۱۶۵ فوت ۶ اینچ (۵۰٫۴۴ متر) بود. این زیردریایی در سال ۱۹۱۶ ساخته شد.